# Латвийская зелёная партия
Латви́йская зелёная па́ртия (латыш. Latvijas Zaļā partija) — латвийская экологическая партия, основанная в 1990 году. Председатель — Ингмар Лидака. Партия выступает за устойчивое развитие.

## История
ЛЗП была представлена в Верховном Совете ЛР, в 5-м Сейме. Тесно сотрудничала с ДННЛ (совместный список на выборах в 6-й Сейм в 1995 г.), затем с СХД и ПТ (совместный список на выборах в Сейм в 1998 г., не преодолевший 5%-ного барьера). С 2002 г., после решения 12-го конгресс партии, состоит в объединении «Союз зелёных и крестьян» и вернулась в Сейм. В 2005 году утратила представительство в Рижской думе. Партия участвовала во всех правительствах в 1993—1998 гг., а также начиная с 2002 г. (кабинета Эйнара Репше) кроме 2011-2014 гг.
На 2018 год: 7 депутатов Сейма, 2 министра (обороны — Р. Бергманис, здравоохранения — А. Чакша), в Рижской думе не представлена. В Европарламенте не представлена, но состоит в Европейской партии зелёных.
11 ноября 2019 года на всеобщем конгрессе европейских «зелёных» партий в Тампере латвийская партия «Зелёных» была исключена из союза за неуплату членских взносов, а также регулярное игнорирование съездов зелёных партий ЕС.